# Nejdet Zalev
Nejdet Zalev (n. 13 iulie 1937, Ustina, Rodopi, Plovdiv, Bulgaria – d. 19 mai 2011) a fost un luptător ce a reprezentat Bulgaria, medaliat olimpic. A participat la o ediție a Jocurilor Olimpice (1960) în care a câștigat o medalie de argint.

## Participări
Lista de mai jos prezintă principalele competiții la care a participat Nejdet Zalev de-a lungul carierei.
- Lotta libera ai Giochi della XVII Olimpiade - Pesi gallo[*]